# Lukas Kundert
Lukas Kundert (* 23. April 1966 in Frenkendorf; heimatberechtigt in Rüti GL, Luchsingen und Glarus) ist ein Schweizer Theologe und Pfarrer. Er ist Kirchenratspräsident der Evangelisch-reformierten Kirche Basel-Stadt, Münsterpfarrer in Basel und Professor an der Universität Basel.

## Leben
Lukas Kundert ist in Frenkendorf aufgewachsen und studierte von 1986 bis 1993 Evangelische Theologie in Basel und Judaistik in Jerusalem. Von 1994 bis 1998 arbeitete Kundert als Assistent an der theologischen Fakultät der Universität Basel und promovierte 1997 bei Ekkehard W. Stegemann zum Dr. theol. mit einer neutestamentlichen Arbeit über die Sühne-Theologie. In den Jahren von 1999 bis 2004 war er als Industriepfarrer in Basel tätig. 2004 wurde Lukas Kundert mit einer (unveröffentlichten) Arbeit zur neutestamentlichen Apokalyptik habilitiert. Seit 2004 ist er Kirchenratspräsident der Evangelisch-reformierten Kirche Basel-Stadt. Seit 2009 ist er zudem Münsterpfarrer in Basel. Seit 2010 ist er Titularprofessor an der Universität Basel.

## Öffentliches Wirken
Kundert setzt sich für eine ausgewogene Beurteilung der Politik des Staates Israel in der reformierten Kirche ein. Er lehnt die Verurteilung Israels durch den Ökumenischen Rat der Kirchen im israelisch-palästinensischen Konflikt ab. Insbesondere äussert er schwere Vorbehalte gegenüber dem Kairos-Palästina-Dokument und dem Besuchsprogramm des ÖRK im Westjordanland.
Zusammen mit dem Basler Theologieprofessor Ekkehard Stegemann protestierte er gegen den Aufruf des Hilfswerk der Evangelischen Kirchen der Schweiz (HEKS), Waren aus israelischen Siedlungen zu boykottieren. Im August 2013 protestierte Kundert gegen das Wahlverfahren zur Neubesetzung des Lehrstuhls für Neues Testament an der Universität Basel. Er kritisierte, dass reformierte und habilitierte Schweizer Kandidatinnen mit unstatthaften Argumenten aus dem Berufungsverfahren ausgeschieden worden waren.
Als am 7. Februar 2016 eine Aktivistengruppe mit der Bezeichnung «wir bleiben!» die Basler Matthäuskirche als Zufluchtsort für Asylsuchende mit gültigem Rückführungsentscheid nach Italien besetzte, äusserte sich Kundert auf Radio SRF am 3. März 2016 zum Kirchenasyl. Unter anderem stellte er fest: «Die Behörden können jederzeit zugreifen. Das Kirchenasyl gibt es de jure und de facto nicht.» Am gleichen Tag führten das Migrationsamt und die Kantonspolizei Basel-Stadt eine Personenkontrolle in den Räumen unter der Kirche durch, und die Polizei verhaftete acht Personen ohne gültige Papiere. Gemäss Aussage des Leiters des Migrationsamts des Kantons Basel-Stadt, Michel Girard, sei die Kontrolle zum Zeitpunkt der Radiosendung bereits vorbereitet gewesen.

## Schriften (Auswahl)
- Die Opferung/Bindung Isaaks. 2 Bände. Neukirchener Verlag, Neukirchen-Vluyn 1998, ISBN 3-7887-1668-1, ISBN 3-7887-1680-0 (Dissertation, Universität Basel, 1997).
- Die evangelisch-reformierte Kirche. Grundlagen für eine Schweizer Ekklesiologie. Theologischer Verlag Zürich, Zürich 2014, ISBN 978-3-290-17750-8.